# Alain Prost
Alain Marie Pascal Prost (Lorette, 24 febbraio 1955) è un ex pilota automobilistico francese, vincitore di 51 Gran Premi di Formula 1 e quattro volte campione del Mondo (1985, 1986, 1989 e 1993).
Il suo debutto in Formula 1 risale al 1980 su McLaren e la sua attività di pilota nella massima categoria di competizioni su pista è proseguita fino al 1993.
Le sue numerose vittorie (mediamente una ogni quattro Gran Premi disputati) lo hanno portato a diventare il pilota più vincente della storia della Formula 1, superando nel Gran Premio del Portogallo 1987 il record di gare vinte appartenuto fino a quel momento a Jackie Stewart (27). Il primato è stato poi battuto da Michael Schumacher nel Gran Premio del Belgio 2001.
La sua carriera è stata contrassegnata da molti duelli con altri famosi piloti del tempo, come Niki Lauda, Nigel Mansell, Nelson Piquet, Michele Alboreto e soprattutto Ayrton Senna; piloti che, per alcune stagioni, ha anche avuto come compagni di scuderia: in Ferrari è stato al fianco di Mansell e in McLaren prima di Lauda e successivamente di Senna.
Dopo il suo ritiro dalla Formula 1, dal 1997 al 2001 è stato costruttore nella massima serie, portando la sua Prost Grand Prix a disputare 83 Gran Premi, senza tuttavia cogliere vittorie. Dal 2003 ha cominciato a gareggiare nel Trofeo Andros, competizione nella quale è diventato campione nel 2007, 2008 e 2012.
Considerato uno dei migliori piloti di tutti i tempi, Prost è stato soprannominato "Le Professeur" ("il Professore") per il suo approccio tattico alle gare e per la sua pignoleria nella messa a punto della monoposto. Il pilota era, infatti, esperto nell'assetto della sua vettura e tendeva a conservare pneumatici e freni a inizio gara, per sfruttarli meglio in un eventuale duello nelle ultime tornate.

## Carriera

### Gli inizi
Alain Prost nacque da André Prost e Marie-Rose Karatchian, francese di origini armene. Nonostante la passione paterna per i motori, iniziò a gareggiare in kart solamente a quattordici anni, mentre si trovava in vacanza con la famiglia; in precedenza aveva comunque praticato diversi sport tra cui il pattinaggio, il wrestling ed il calcio, attività per le quali più volte si ruppe il naso; prima di interessarsi all'automobilismo, avrebbe voluto diventare un istruttore ginnico o un calciatore professionista. Dopo aver vinto diversi titoli minori, decise di abbandonare gli studi universitari per dedicarsi allo sport a tempo pieno e nel 1975 vinse il campionato senior francese di kart. Grazie a questo successo, nel 1976 poté disputare il campionato di Formula Renault, che conquistò al primo tentativo imponendosi in tutte le gare tranne una.
Passato nel 1978 alla Formula 3, vinse l'anno seguente sia il titolo francese sia quello europeo e attirò l'attenzione delle scuderie di Formula 1: la McLaren, in particolare, gli offrì un contratto per il 1980. Il test decisivo avvenne nel novembre del 1979, sul circuito Paul Ricard: erano presenti Kevin Cogan ed il pilota ufficiale John Watson, i cui tempi fungevano da riferimento. Prost riuscì a girare più veloce di entrambi, e fu quindi scelto come secondo pilota per la squadra inglese. La McLaren aveva anche proposto di farlo esordire già nell'ultima gara della stagione 1979, ma Prost declinò l'offerta, ritenendo che un debutto prematuro sarebbe stato un errore, a causa della mancanza di preparazione specifica.

### Formula 1

#### Il debutto e l'approdo in Renault (1980-1983)
1980

Prost a Imola nel 1980 alla guida della sua McLaren-Ford.

Approdato alla massima serie nel 1980 con il titolo di campione europeo di Formula 3 (e dopo essersi aggiudicato il prestigioso Gran Premio di Monaco di quella categoria), la sua ascesa fu rapidissima: nelle prime due gare, al volante della poco competitiva McLaren-Ford, Prost ottenne due piazzamenti a punti, suscitando l'interesse delle scuderie di vertice, ma nelle prove della gara in Sudafrica uscì di pista, procurandosi una tripla frattura del polso che lo costrinse a saltare anche la successiva corsa di Long Beach.
Nel prosieguo della stagione riuscì a giungere nuovamente tra i primi sei in due occasioni, concludendo il campionato al 16º posto con 5 punti, uno in meno del compagno di squadra John Watson. Nonostante avesse due anni di contratto, il francese lasciò la scuderia inglese a fine stagione in quanto la monoposto era troppo fragile e i frequenti cedimenti meccanici gli causarono uscite di pista e infortuni nel corso dell'annata. L'ultimo cedimento fu quello della sospensione durante le prove del Gran Premio degli Stati Uniti-Est sulla pista di Watkins Glen. I postumi dell'urto costrinsero il pilota francese a saltare la gara. Quando Prost venne a sapere che qualcuno, all'interno del team, commentando l'incidente aveva parlato di un errore del pilota, decise di terminare il suo rapporto con il team inglese.
1981
Sul finire del 1980 il team McLaren passò nelle mani di Ron Dennis il quale, insieme al tecnico inglese John Barnard, tentò di trattenere Prost nella squadra inglese, ma senza successo. La Renault lo mise infatti sotto contratto. Sul piano dei risultati, la prima parte dell'anno fu piuttosto deludente. Prost ottenne comunque il suo primo podio in Argentina, alla terza gara, ed era regolarmente più competitivo del compagno di squadra René Arnoux. Inoltre, la sua maggiore attitudine al collaudo e all'analisi tecnica del materiale disponibile lo rese molto utile a una squadra che aveva dovuto stravolgere la propria vettura turbo per rimanere competitiva nei confronti delle vetture aspirate dotate di correttori di assetto.

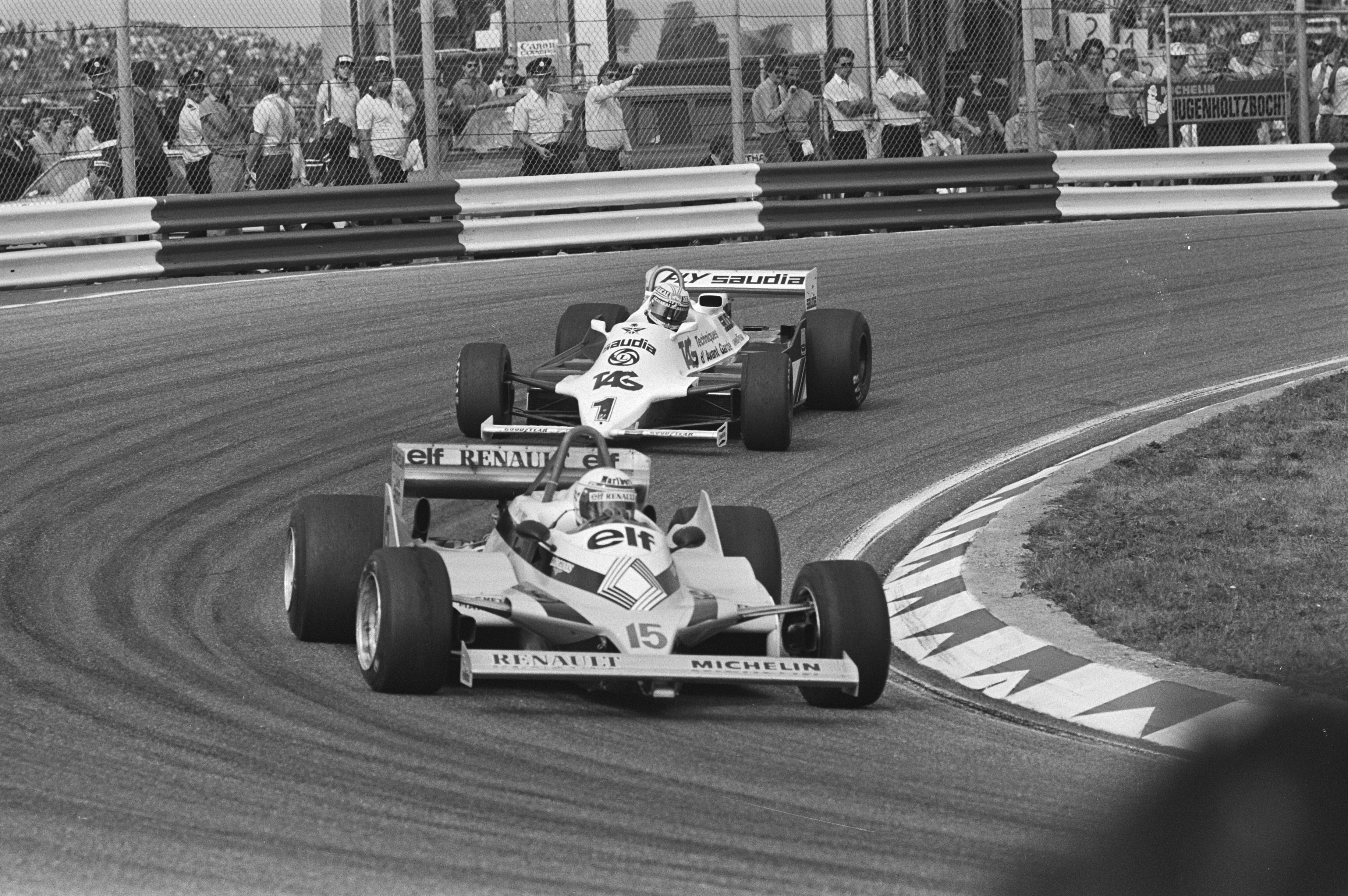
Prost precede Alan Jones durante il Gran Premio d'Olanda 1981, poi vinto dal francese

Al Gran Premio di Francia, sul circuito di Digione, maturò la prima vittoria: a due terzi di gara Prost era secondo dietro Nelson Piquet, ma la corsa venne interrotta per la pioggia. Al secondo via, oltre a risolvere problemi al cambio che lo avevano rallentato, la Michelin fornì a Prost gomme con mescola molto morbida, che gli permisero di involarsi e vincere la classifica del Gran Premio per somma dei tempi. La vettura nella sua nuova veste rimase competitiva per tutta la stagione, ma mentre in qualifica i due compagni di squadra erano molto vicini, Prost si dimostrò più efficace di Arnoux in condizioni di gara.
Da quel momento i risultati e le prestazioni migliorarono. In particolare, le gare estive lo videro tra i protagonisti del mondiale: dominò in Gran Bretagna e in Austria prima di essere costretto al ritiro per guasti tecnici e si piazzò secondo nel Gran Premio di Germania dopo aver fatto registrare la sua prima pole position.
Ottenne poi una netta affermazione in Olanda: dopo aver conquistato nuovamente la pole condusse la gara fin dal via e vinse un duro duello con il campione del mondo in carica Alan Jones. Una nuova vittoria arrivò in Italia.
Il finale di stagione riservò un ritiro in Canada (dopo aver condotto la gara sotto la pioggia) e un secondo posto negli Stati Uniti.
Dopo sette gare Prost si trovava a 33 punti dal capoclassifica; in seguito la striscia di risultati positivi della seconda metà di stagione lo portò a concludere l'annata al 5º posto in classifica generale, a soli 7 punti dal campione del mondo Nelson Piquet.
Ma soprattutto si era messo in evidenza per la capacità di gestire le risorse meccaniche in maniera efficace, calibrandone lo sfruttamento nelle varie fasi di gara. Il suo piazzamento, insieme a quello di Arnoux, nono nel mondiale, permise alla Renault di arrivare al terzo posto della classifica costruttori. Il rapido miglioramento della competitività delle vetture turbo faceva del duo Prost-Renault uno dei naturali favoriti al titolo per la stagione successiva.
1982

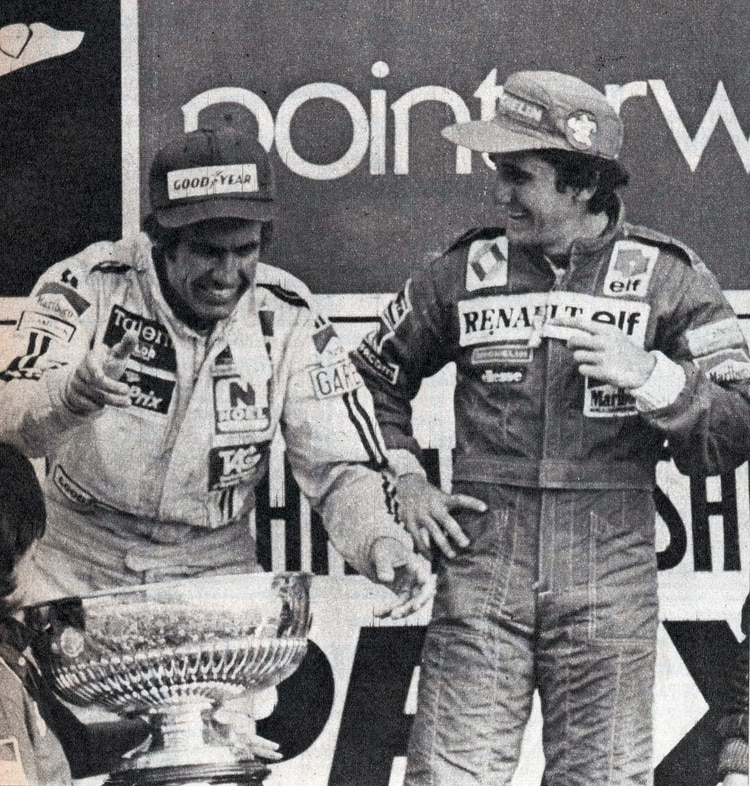
Prost festeggia la vittoria del Gran Premio del Sudafrica sul podio insieme a Carlos Reutemann.

Il 1982 iniziò sotto i migliori auspici: divenuto ormai pilota di punta della Renault, Prost si confermò immediatamente, vincendo la prima gara della stagione in Sudafrica. Sul tracciato di Kyalami, dopo una buona partenza, fu costretto da una foratura a rientrare ai box, ritrovandosi all'uscita con un giro di distacco dal compagno di squadra, ancora René Arnoux. In poco più di 25 giri recuperò tutto lo svantaggio e passò a uno a uno tutti i concorrenti che lo avevano scavalcato, incluso Arnoux a poche tornate dal termine, conquistando una vittoria con una rimonta che venne paragonata a quella di Jim Clark a Monza nel 1967. In Brasile giunse terzo sul traguardo, ma Nelson Piquet e Keke Rosberg, che lo avevano preceduto, vennero squalificati per aver corso sottopeso, e il francese ottenne la seconda vittoria consecutiva, mantenendosi alla guida del mondiale.
Il resto della stagione non confermò le premesse: l'inaffidabilità della RE30B permise a Prost di andare a punti solo in 4 dei successivi 14 Gran Premi. Oltre a problemi tecnici, si manifestarono screzi tra i piloti. A Monaco, Prost accusò Arnoux di averlo ostacolato in qualifica, mentre in gara fu la pressione di Prost a infastidire Arnoux. "Il professore" passò in testa alla corsa, ma quando la pioggia cominciò a scendere a pochi giri dal termine, perse il controllo della vettura nel tratto tra la Chicane du Port e la "Curva del Tabaccaio", urtando ripetutamente le barriere.
Il rapporto tra i due piloti andò definitivamente in crisi al Gran Premio di Francia. A due terzi della stagione, Prost era quinto, con 16 punti di distacco dalla vetta, mentre Arnoux era fuori dai giochi, avendo ottenuto solo 4 punti. In gara le due Renault si trovarono a condurre la corsa, e Prost (in difficoltà a causa di una minigonna danneggiata) attendeva che il compagno di squadra gli desse strada, come previsto da un accordo suggerito dal direttore della squadra, Gérard Larrousse. Ma Arnoux mantenne la testa della gara, nonostante i cartelli esposti dai box, e vinse davanti al pubblico di casa. Prost restò deluso dal comportamento del compagno e il dopogara portò a una dura resa dei conti all'interno della squadra francese che lasciò il rapporto tra Prost e Arnoux irrimediabilmente incrinato.
Il "Professore" rimase in lizza per il mondiale fino alla penultima gara, anche se con possibilità molto scarse, ma in sostanza ritenne di aver sprecato una stagione. A fine annata, mentre Arnoux si trasferiva in Ferrari, Prost decise di rimanere alla Renault, ponendo però la condizione di avere uno status evidente di prima guida. Alla fine della stagione aveva ottenuto 34 punti, che gli valsero il quarto posto nella classifica piloti.
1983

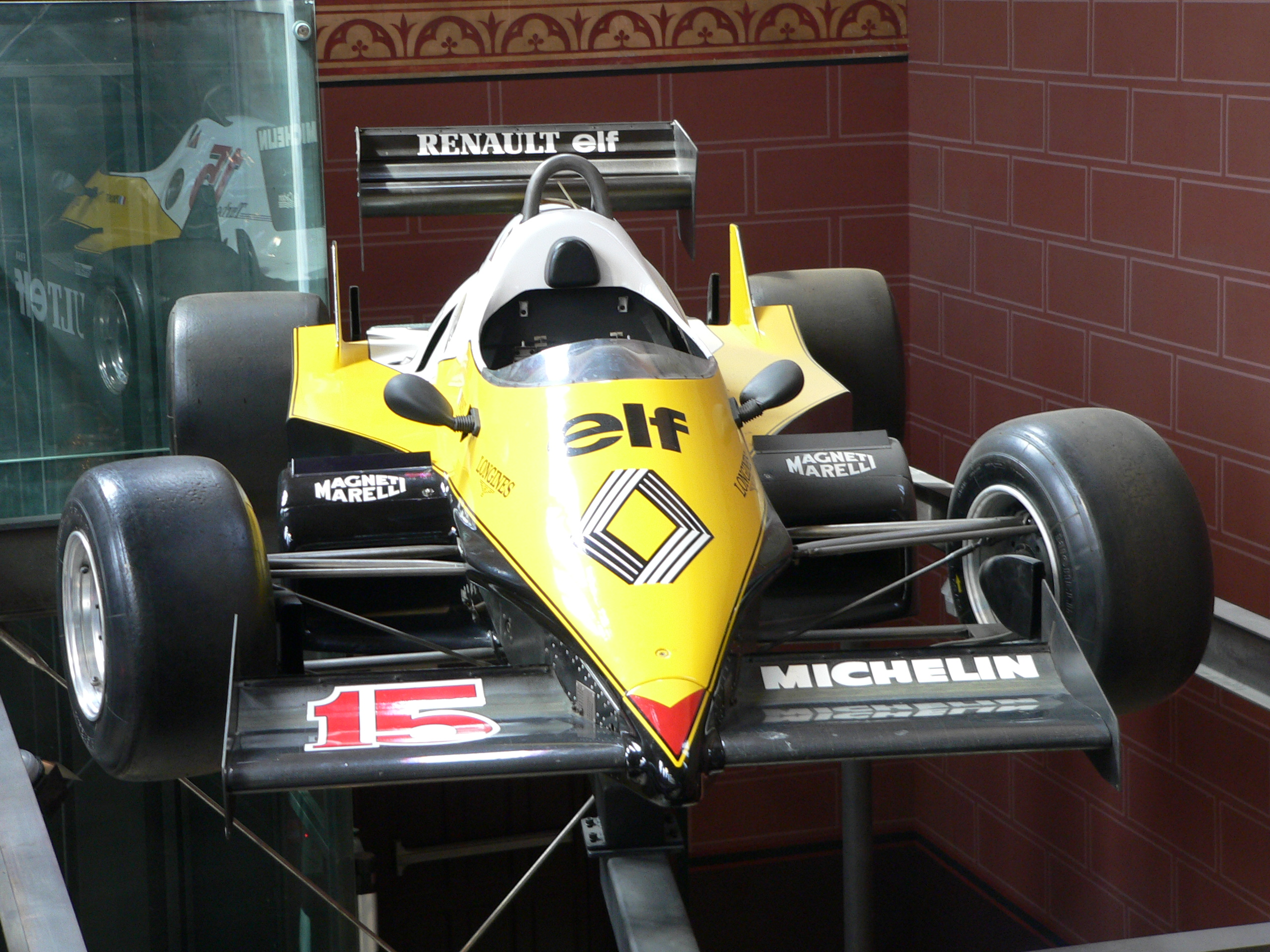
La Renault di Prost del 1983.

Per il 1983 la Renault ingaggiò lo statunitense Eddie Cheever come nuovo compagno di squadra di Prost al posto di Arnoux. Il mondiale non iniziò benissimo per il francese: all'esordio stagionale la Renault utilizzò una versione aggiornata della monoposto del 1982, ma non riuscì a reggere il passo delle vetture di punta della concorrenza. Prost portò per primo in pista la nuova RE40 a Long Beach, ma problemi tecnici lo portarono a chiudere la gara fuori dalla zona punti. Alla successiva corsa, il Gran Premio di Francia, Prost ottenne la pole position (con oltre due secondi di vantaggio sul più diretto inseguitore), la vittoria e il giro più veloce in gara.
In breve, Prost recuperò il terreno perduto e si portò al comando del campionato alternando vittorie (ne ottenne altre tre) a piazzamenti sul podio. La sua quarta vittoria stagionale al Gran Premio d'Austria gli permise di estendere la sua leadership in classifica generale, staccando di 14 punti il diretto rivale Nelson Piquet.
A sole quattro gare dal termine, Prost era il favorito nella corsa al titolo. La Renault si preparò a raccogliere l'agognato trionfo iridato tappezzando la Francia di manifesti in cui il pilota veniva presentato come il campione dietro al quale l'intera azienda era mobilitata. Prost era però preoccupato dall'incremento di competitività dei motori BMW della Brabham, in particolare per il fatto che riuscissero a erogare una potenza superiore al Renault; ciò avrebbe consentito a Piquet di ottenere migliori risultati in prova e di essere molto più difficile da superare in gara.
Le paure del pilota, inascoltate dalla sua squadra, si materializzarono al Gran Premio d'Olanda. Prost si trovò ad essere staccato di un secondo pieno da Piquet nelle qualificazioni. In condizioni di gara Prost era più veloce del suo rivale brasiliano ma gli era impossibile superarlo a causa della maggior velocità della Brabham BMW nel rettilineo.
Il francese rischiò e, poco prima del rifornimento programmato, forzò il sorpasso alla curva Tarzan con una manovra azzardata. Un avvallamento dell'asfalto fece scomporre la vettura in frenata e rese inevitabile l'urto tra le due monoposto che portò entrambi i piloti al ritiro.
Il periodo negativo proseguì con il ritiro per cause tecniche al Gran Premio d'Italia a conclusione del quale il suo vantaggio in classifica si ridusse a soli 2 punti sul ferrarista Arnoux e 5 sul brasiliano Piquet, vincitore a Monza.

Prost nel corso delle qualifiche del Gran Premio d'Italia 1983.

Piquet e la sua Brabham vinsero nuovamente a Brands Hatch, sede del Gran Premio d'Europa. Prost limitò i danni con il secondo posto, ma a una gara dal termine della stagione il brasiliano era ormai arrivato a soli due punti dal francese.
L'ultima tappa della stagione fu a Kyalami, sede del Gran Premio del Sudafrica.
La Renault si presentò con un enorme seguito di rappresentanti della stampa francese.
Prost dovette abbandonare per la rottura del motore prima di metà gara, mentre navigava distantissimo dalle Brabham e senza nessuna speranza di difendere il suo esile vantaggio.
Piquet, saputo del ritiro del francese, cedette la vittoria al compagno di squadra Riccardo Patrese e concluse in tutta tranquillità al terzo posto conquistando il suo secondo titolo iridato.
Alla conferenza stampa, la nutritissima schiera di giornalisti tenne per oltre un'ora una sorta di interrogatorio nei confronti di Prost e il suo team.
La conclusione del campionato incrinò i rapporti con la squadra, che due giorni dopo l'ultima gara rescisse il contratto. Prost firmò quindi per la McLaren, ritornando nel team che lo fece debuttare in Formula uno dopo 4 anni, e si trasferì con la famiglia in Svizzera.
Finita la stagione scoppiò una polemica riguardo alle benzine della Brabham (questo spiegò l'escalation di prestazioni nelle ultime gare), guidata dal neocampione del mondo Piquet, che a posteriori vennero riconosciute come non regolari. Nonostante ciò la FIA non prese provvedimenti e confermò le classifiche.

#### Il ritorno in McLaren e i primi titoli (1984-1989)
1984

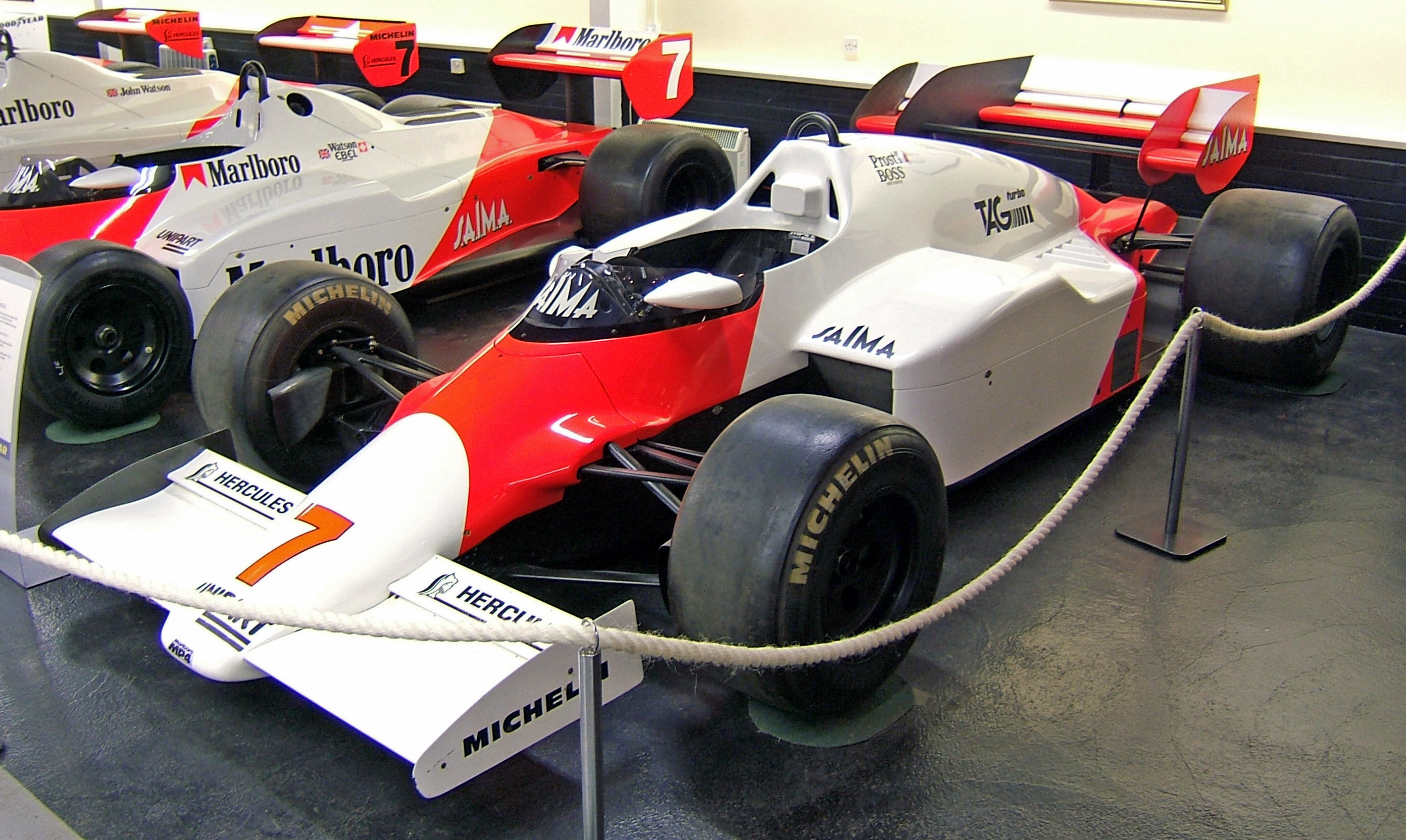
La McLaren usata da Prost nel 1984.

Prost affrontò il 1984 al volante della McLaren con motore TAG-Porsche, dove si ritrovò come compagno di squadra il due volte campione del mondo con la Ferrari nel 1975 e 1977 Niki Lauda. La prima parte del campionato fu molto buona per il francese, che conquistò tre vittorie e due podi, ma uno dei suoi successi, quello di Monaco, fu molto contestato e si rivelò alla fine decisivo per la sua sconfitta in campionato. Il direttore di gara Jacky Ickx, infatti, sospese la competizione, che si stava svolgendo sotto una pioggia battente, prima del termine, cosicché i punteggi vennero assegnati dimezzati. Il fatto scatenò poi molte polemiche perché si disse che la manifestazione era stata fermata per impedire ad Ayrton Senna, su Toleman, di superare il francese e di fargli perdere la corsa, in quanto Ickx era anche pilota della Porsche nel mondiale prototipi che forniva i propulsori alla McLaren. Se infatti la corsa fosse continuata sino al termine, Prost, anche se fosse stato superato da Senna, avrebbe ottenuto 6 punti anziché 4,5 e di conseguenza a fine anno avrebbe intascato il Mondiale.
La seconda parte dell'anno fu invece per Prost caratterizzata da ritiri che gli fecero perdere punti importanti, tanto che Lauda riuscì a superarlo in classifica. All'ultimo appuntamento mondiale il francese aveva ancora qualche possibilità di ottenere il titolo se avesse conquistato la vittoria e il suo compagno di squadra non fosse andato oltre il terzo posto, ma Lauda concluse secondo e vinse il campionato. Il mondiale andò quindi all'austriaco per mezzo punto, differenza che è tuttora il minor distacco mai registrato tra due piloti in lotta per il titolo nella classifica finale.
1985

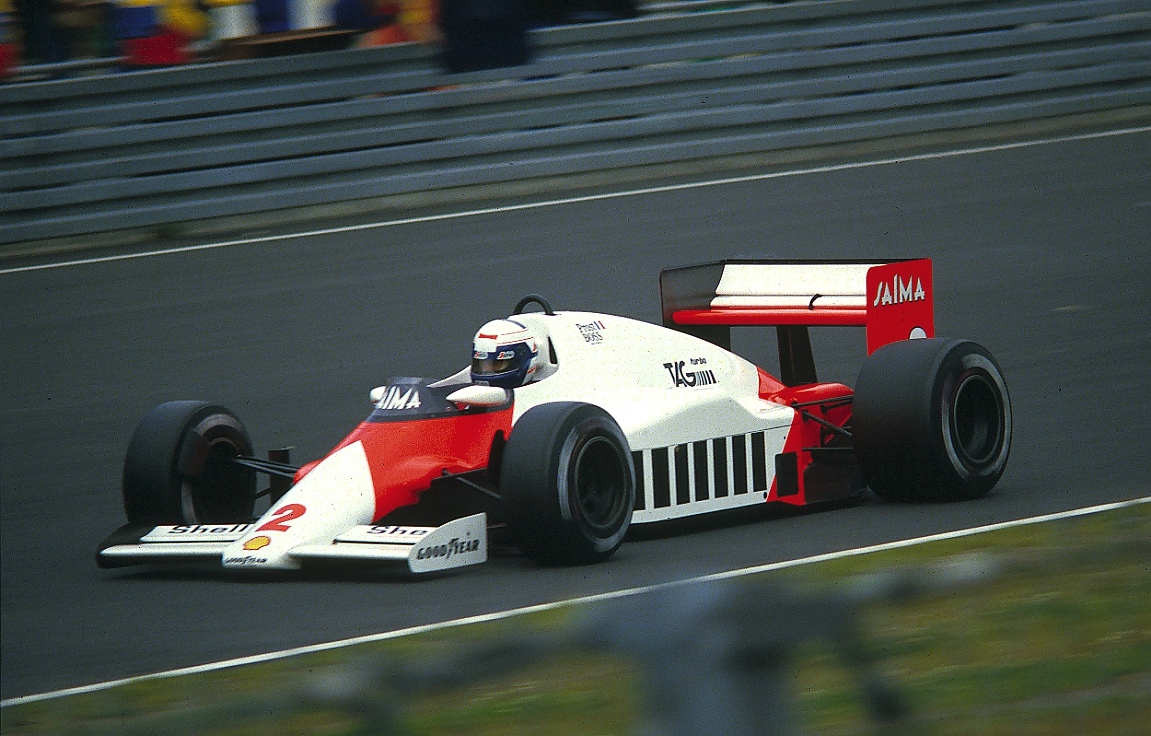
Prost con la McLaren nel 1985.

Per la stagione 1985, la McLaren era considerata la squadra favorita per la vittoria del titolo. Il campionato vide un lungo duello con il ferrarista Michele Alboreto per due terzi dello stesso, salvo poi concludersi a favore del pilota francese.
Prost vinse il primo Gran Premio della stagione, ma al secondo appuntamento fu costretto al ritiro, mentre a Imola venne squalificato a causa del sottopeso di due chili della propria vettura. Riuscì poi a vincere a Monaco e si ritrovò in testa alla classifica a pari punti con Alboreto, che in quattro gare era giunto tre volte secondo. Dopo un terzo posto in Canada dietro le due Ferrari, fu costretto al ritiro al Gran Premio degli Stati Uniti-Est, dove il suo rivale italiano giunse terzo, ma il ritiro del ferrarista in Francia con una terza piazza di Prost permise al francese di riavvicinarsi. Vinse poi il successivo Gran Premio, svoltosi in Gran Bretagna, con Alboreto secondo, ma il successo dell'italiano in Germania vide Prost tornare a quattro punti di distacco. Il francese riuscì comunque a ritornare in vetta alla classifica con un'altra vittoria in Austria e a partire da quel Gran Premio Alboreto non fu più in grado di contendere la leadership a Prost. A causa anche di un calo di affidabilità della Ferrari, Alboreto venne superato da Prost che si laureò per la prima volta campione del mondo, divenendo quindi il primo, e finora unico, francese a conquistare il titolo mondiale, ottenendo cinque vittorie e precedendo il rivale italiano della Ferrari, Keke Rosberg su Williams e Ayrton Senna su Lotus.
1986

Prost festeggia la vittoria nel Gran Premio di San Marino 1986, tra il secondo classificato e rivale al titolo Nelson Piquet (a sinistra) e il terzo classificato Gerhard Berger (a destra)

L'anno successivo il francese riuscì a ripetere l'impresa, sempre con la stessa monoposto, precedendo in questo caso Nigel Mansell e Nelson Piquet con le Williams oltre ad Ayrton Senna, ancora su Lotus. In pista la superiorità delle Williams era evidente: la McLaren era meno veloce della rivale e in più, a differenza del 1984, palesava maggiori problemi con i consumi, dopo che la capacità dei serbatoi era stata ulteriormente ridotta da 220 a 195 litri.
Mansell e Piquet svilupparono però una forte rivalità interna e finirono con togliersi punti a vicenda, consentendo a Prost di rimanere in lotta per il mondiale fino all'ultima gara della stagione.
Il francese sfruttò le occasioni a sua disposizione primeggiando nei Gran Premi di San Marino, Monaco e Austria e raccogliendo preziosi piazzamenti altrove. Prost ebbe però anche una battuta d'arresto al Gran Premio di Germania quando a un giro dal termine, mentre si trovava nelle posizioni di testa, fu costretto al ritiro a causa dell'esaurimento della benzina; il motore gli si spense poco prima dell'arrivo, e Prost scese dalla vettura tentando inutilmente di spingerla fino al traguardo tra l'incitamento del pubblico.
Nel corso dell'ultimo appuntamento della stagione Prost approfittò dei problemi agli pneumatici di Mansell (la cui gomma posteriore sinistra esplose per eccessiva usura in rettilineo a circa quindici giri dalla fine) e Piquet (che cambiò le gomme per non subire lo stesso problema del compagno), e vinse gara e titolo, al termine di una corsa rimasta celebre per il susseguirsi dei colpi di scena che la contraddistinsero. Il titolo di Prost del 1986 rappresentò uno dei rarissimi casi della Formula 1 moderna in cui un pilota riuscì a fregiarsi del titolo mondiale pur disponendo di un mezzo sensibilmente inferiore ai diretti concorrenti e il francese diventò il primo pilota capace di difendere il titolo mondiale dal 1960, quando Jack Brabham si riconfermò campione dopo aver vinto il titolo nel 1959 con la Cooper.
1987

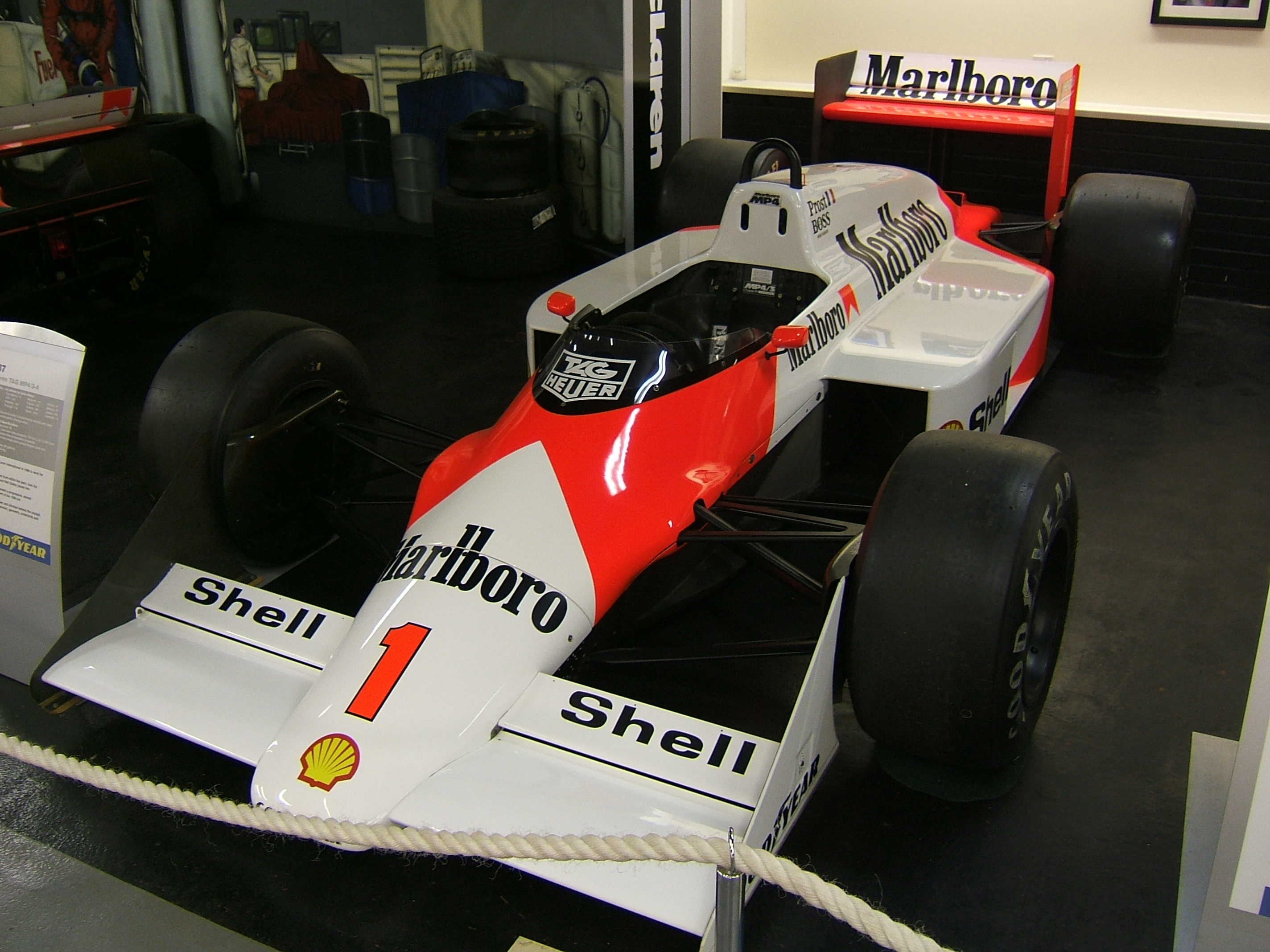
La McLaren che Prost utilizzò nel.

Nel 1987 il francese si trovò a fianco un nuovo compagno di squadra: lo svedese Stefan Johansson, il cui ingaggio era dovuto alla sponsorizzazione da parte della Marlboro, che sostituì il ritirato Keke Rosberg. La stagione cominciò bene per Prost, con due vittorie nelle prime tre gare e il primo posto in classifica davanti al proprio compagno di squadra; ma il nono posto al Gran Premio di Monaco e i due arrivi in terza piazza nei successivi tre Gran Premi gli fecero perdere la testa della classifica a favore di Ayrton Senna. Le due gare successive lo videro fuori dalla zona punti, mentre Mansell e Piquet su Williams si affermavano come dominatori della stagione; in particolare, in Germania fu costretto al ritiro mentre era in testa. Solo al Gran Premio di Portogallo il francese riuscì a tornare ad essere competitivo e a vincere la gara, superando così il record di vittorie, appartenente a Jackie Stewart, che resisteva dal 1973. Giunse infine secondo in Spagna, ma negli ultimi tre appuntamenti mondiali non ottenne punti, e a due gare dalla fine era già matematicamente fuori dalla lotta per il titolo. Il campionato fu vinto da Piquet, con 73 punti, seguito da Mansell a 61 e Senna a 57. Prost terminò quarto in classifica piloti, con 46 punti.
1988

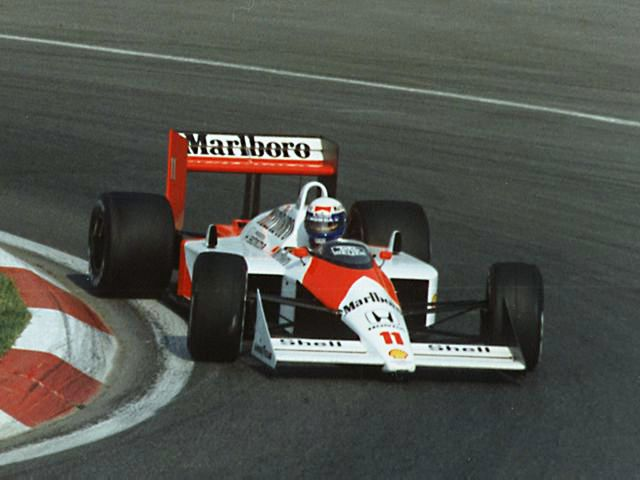
Prost impegnato nel Gran Premio del Canada 1988 alla guida della sua McLaren.

L'anno successivo giunse in McLaren Ayrton Senna a sostituire Stefan Johansson. Prost stesso suggerì a Ron Dennis il suo ingaggio, in luogo di quello di Piquet. Insieme al brasiliano arrivarono anche i motori Honda, che resero la vettura ancora più competitiva: la lotta per il titolo ben presto si restrinse ai soli piloti McLaren, che vinsero 15 Gran Premi su 16 (8 andarono al brasiliano e 7 al francese).
L'inizio della stagione fu favorevole a Prost, che vinse tre delle prime quattro gare. A questo seguirono due secondi posti, dietro al compagno di squadra, e una vittoria in Francia. In seguito, al Gran Premio di Gran Bretagna corso sotto una pioggia torrenziale, "il professore" decise di ritirarsi e questo abbandono permise a Senna di recuperare punti preziosi. Dopo altre tre gare concluse dietro al compagno di scuderia, Prost si ritirò nuovamente a Monza, a causa di problemi meccanici.
Al Gran Premio di Portogallo Prost tornò a vincere, ma proprio in questa gara avvenne il primo screzio con Senna: durante la gara il francese, mentre tentava di prendere il comando, venne chiuso dal brasiliano contro il muretto. Alla fine Prost riuscì a vincere la gara, ma giudicò pericolosa l'azione del compagno, che in seguitò si scusò per la manovra.
Vinse poi due delle ultime tre gare della stagione, ma in classifica chiuse secondo a causa della regola degli scarti (cioè il conteggio degli 11 migliori risultati) esistente a quei tempi (90 punti di Senna contro 87 di Prost). Chiuse tuttavia la stagione in vantaggio come punti totali, 105 a 94.
1989

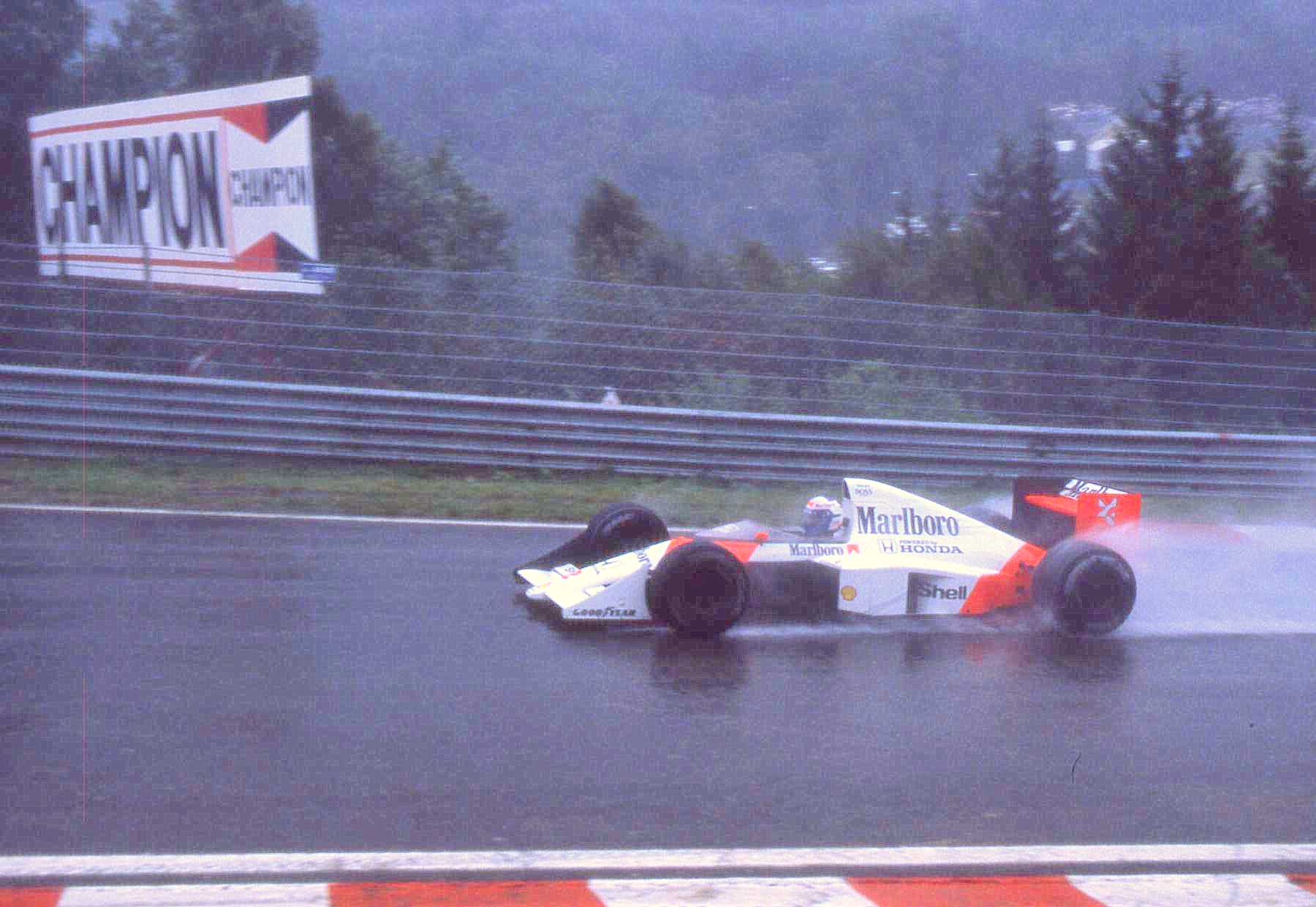
Prost al Gran Premio del Belgio, in cui giunse secondo.

Il terzo titolo mondiale arrivò nel 1989, quando precedette Senna, sempre suo compagno di squadra alla McLaren, Riccardo Patrese con la Williams e Mansell, in quell'anno alla guida della Ferrari.
L'inizio della stagione vide un grande equilibrio tra Senna e Prost. Tra i due vi era una crescente rivalità, che andò accentuandosi al Gran Premio di San Marino quando, nonostante avessero stabilito di evitare sorpassi durante il primo giro, Senna superò Prost. A fine gara il francese giunse secondo dietro il brasiliano e nei box "il professore" era furioso con il compagno di squadra. Altre due vittorie parvero lanciare Senna verso il bis iridato, ma il brasiliano collezionò poi quattro ritiri consecutivi per problemi tecnici, in gare in cui Prost ottenne tre vittorie ribaltando la situazione e portandosi decisamente al comando del mondiale.
A metà stagione, frattanto, Prost annunciò di aver firmato per la Ferrari per l'annata successiva. Questa decisione esacerbò ulteriormente l'atmosfera all'interno della McLaren. Il francese lamentò inoltre un trattamento di favore da parte del fornitore di motori Honda nei confronti di Senna e non si sentì adeguatamente supportato dal team, in particolare nel fine settimana di Monza: proprio sul podio brianzolo arrivò la rottura più plateale, con Prost che lanciò il trofeo della vittoria ai tifosi, rompendo la storica prassi McLaren che avocava a sé ogni premio dei suoi piloti, e provocando per questo la stizzita reazione di Dennis in mondovisione. A due gare dal termine, quindi, Prost guidava il mondiale con 16 punti di vantaggio su Senna. L'unica possibilità del brasiliano di confermarsi campione del mondo era vincere entrambe le rimanenti gare: il francese, ormai arrivato a 11 risultati validi, avrebbe dovuto cominciare a "scartare", ma la mancata vittoria di Senna in una delle due gare gli avrebbe comunque garantito il titolo.
Il Gran Premio del Giappone, penultima prova, finì per scatenare una rivalità che avrebbe avuto conseguenze anche negli anni successivi: infatti Prost, a sei giri dalla fine, chiuse il compagno che tentava di sorpassarlo e ne seguì un incidente. Prost fu costretto al ritiro, mentre Senna venne spinto dai commissari in pista e continuò fino a vincere la gara. Il brasiliano venne poi squalificato dalla gara per essere rientrato in pista tagliando la chicane. La McLaren presentò un appello a favore di Senna, che venne respinto e al brasiliano venne pure comminata con la condizionale una squalifica per sei mesi. Il titolo andò a Prost e i rapporti tra i due, già tesissimi da mesi, subirono un ulteriore peggioramento da questo momento in poi, in pista e fuori.

#### Il passaggio in Ferrari (1990-1991)
1990

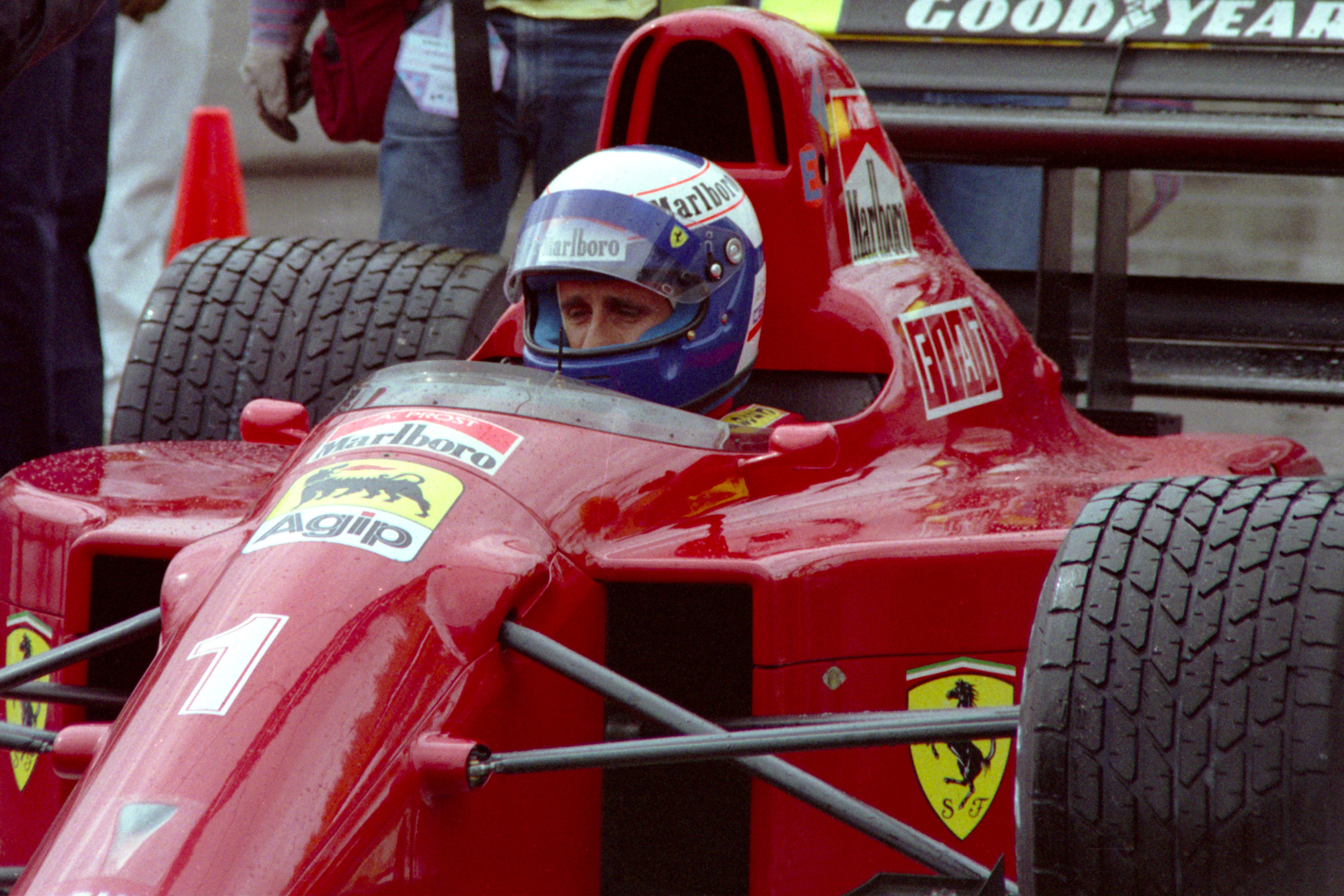
Prost nell'abitacolo della Ferrari 641 F1 nel 1990

Prost iniziò la sua esperienza in Ferrari presentandosi molto motivato e ottenne di poter esprimere il suo parere sullo sviluppo tecnico della monoposto, cosa che portò a un progressivo miglioramento delle prestazioni della vettura nel corso della stagione.
Il 1990 vide ancora profilarsi la sfida tra Prost e Senna, senza che nessun altro pilota riuscisse ad inserirsi nella lotta per il titolo. Nei test invernali la nuova Ferrari 641 F1 si dimostrò veloce, ma comunque ancora inaffidabile al confronto con la McLaren. Nella prima parte di stagione, infatti, il francese, pur vincendo a Interlagos, non riuscì a trovare il giusto feeling con la vettura e Senna si avvantaggiò di ben 17 punti nelle prime 5 gare. Con il debutto della 641/2 a Imola, Prost migliorò progressivamente le sue prestazioni e segnò tre vittorie consecutive in Messico, dove rimontò dal 13º posto sulla griglia di partenza, in Francia (che coincise col successo numero 100 della Ferrari) e in Inghilterra, portandosi in testa al mondiale.

Prost al volante della Ferrari 641/2 al Gran Premio d'Italia 1990

L'estate fu nuovamente favorevole alla McLaren, che nei circuiti veloci di Hockenheim, Spa e Monza fece valere i cavalli del motore Honda. Il vantaggio tecnico, unito alla classe di Senna, portò al brasiliano tre nuove vittorie e la leadership in classifica con un margine di 16 punti sul transalpino che riuscì a contenere i danni conquistando due secondi posti in Belgio e in Italia. L'episodio decisivo avvenne nella tredicesima gara della stagione, al Gran Premio del Portogallo: la Ferrari conquistò l'intera prima fila, ma al via Mansell strinse Prost contro il muretto dei box alla partenza, facendogli perdere svariate posizioni. Nonostante la vittoria dell'inglese, Senna si avvantaggiò dell'episodio piazzandosi secondo, mentre Prost non riuscì a rimontare oltre il terzo posto, anche a causa di un incidente occorso ad Alex Caffi che provocò l'interruzione anticipata della gara.
Dopo una nuova vittoria di Prost in Spagna, dove il rivale brasiliano fu costretto al ritiro, si arrivò al penultimo appuntamento mondiale, a Suzuka con Senna avanti nel punteggio e Prost costretto a vincere la gara per rimanere in lotta per il titolo. I due partirono in prima fila, con il brasiliano in pole position. Prost scattò meglio al via, ma Senna urtò violentemente la vettura del francese, provocando così il ritiro di entrambi. La mancata conquista di punti in classifica precluse al "professore" ogni possibilità di vittoria iridata e Senna commentò ironicamente: «Le corse sono fatte così, qualche corsa finisce alla prima curva, qualche corsa finisce a sei giri dalla fine». Solo un anno dopo il brasiliano confessò che la manovra era in realtà premeditata, aggiungendo che Prost si era comportato in modo simile nel 1989.
Deluso per aver perso il titolo in un modo che ritenne non sportivo, il francese meditò il ritiro dalle competizioni, ma alla fine decise di schierarsi con la scuderia Ferrari anche per la stagione seguente, dove venne affiancato dalla giovane promessa Jean Alesi al posto dello stesso rivale Senna, che in estate aveva raggiunto un accordo per affiancare "il professore" a bordo del Cavallino e che lo stesso Prost era riuscito a mandare a monte tale accordo impedendo al brasiliano di approdare a Maranello.
1991

Jean Alesi e Prost presentano la Ferrari 642 F1 al Mugello nel febbraio 1991

Il 1991 fu un anno molto deludente per Prost e la Ferrari. Mansell aveva lasciato la scuderia a causa dei suoi cattivi rapporti con il francese e la squadra italiana, che pure aveva dominato il finale del campionato precedente, era stata superata durante l'inverno sia dalla McLaren-Honda che dalla Williams-Renault. Inoltre, la tensione fra Prost e la dirigenza, in particolare con il direttore sportivo Cesare Fiorio, avrebbe condizionato l'andamento della stagione. Nonostante ciò, alla prima apparizione mondiale dell'anno il francese non sfigurò e giunse secondo con un limitato ritardo nei confronti del vincitore Senna. In seguito Prost fu spesso costretto al ritiro e solo in poche occasioni riuscì a salire sul podio. Particolarmente deludente la prestazione al Gran Premio di San Marino, dove il francese uscì di pista nel giro di ricognizione e fu costretto al ritiro.
Il debutto della 643 migliorò leggermente le cose, ma Prost, al volante di una monoposto mediocre e quasi sempre relegato fuori dalla lotta per la vittoria, vide logorarsi sempre più il suo rapporto con la squadra e con la stampa italiana, malgrado il suo rendimento si mantenesse stabilmente al di sopra di quello del nuovo compagno di squadra Jean Alesi, il quale incontrò invece i favori e le simpatie del pubblico. A nulla valse nemmeno il licenziamento di Fiorio, dopo il Gran Premio di Monaco, e l'assunzione della direzione della scuderia da parte di un "triumvirato" costituito da Piero Fusaro, Piero Ferrari e Claudio Lombardi.

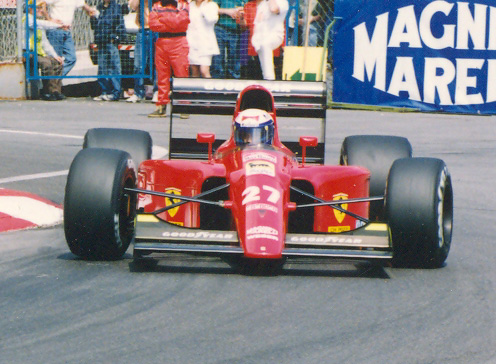
Prost in azione al Gran Premio di Monaco 1991

L'ultima polemica scoppiò in occasione del Gran Premio del Giappone, al termine del quale Prost criticò duramente la mancanza di prestazioni della monoposto e la definì «un camion». Questa dichiarazione portò alla rottura del contratto tra Prost e la Ferrari, che schierò Gianni Morbidelli nell'ultimo Gran Premio della stagione in Australia.
In un'intervista del 2015, Prost dichiarò di essere stato frainteso in merito a tale dichiarazione, in quanto si riferiva al fatto che nella corsa in Giappone si ruppe un braccetto dello sterzo, rendendo la macchina inguidabile, appunto, "come un camion". La stampa riprese queste parole come se fossero un insulto, e la Ferrari lo usò come pretesto per cacciarlo.

#### L'anno sabbatico, l'ultimo titolo con la Williams e il ritiro (1992-1993)
Per il 1992 si parlò di un possibile accordo con la Ligier. Il pilota sostenne alcuni test, ma l'intesa con la squadra francese non si concretizzò mai; Prost desiderava infatti avere un ruolo di direzione all'interno del team e richiedeva un contratto di durata quinquennale, ma l'intesa con Guy Ligier non venne trovata. Il pilota prese quindi un anno sabbatico e divenne quindi commentatore per TF1, in attesa del suo ritorno in pista nel 1993.
1993

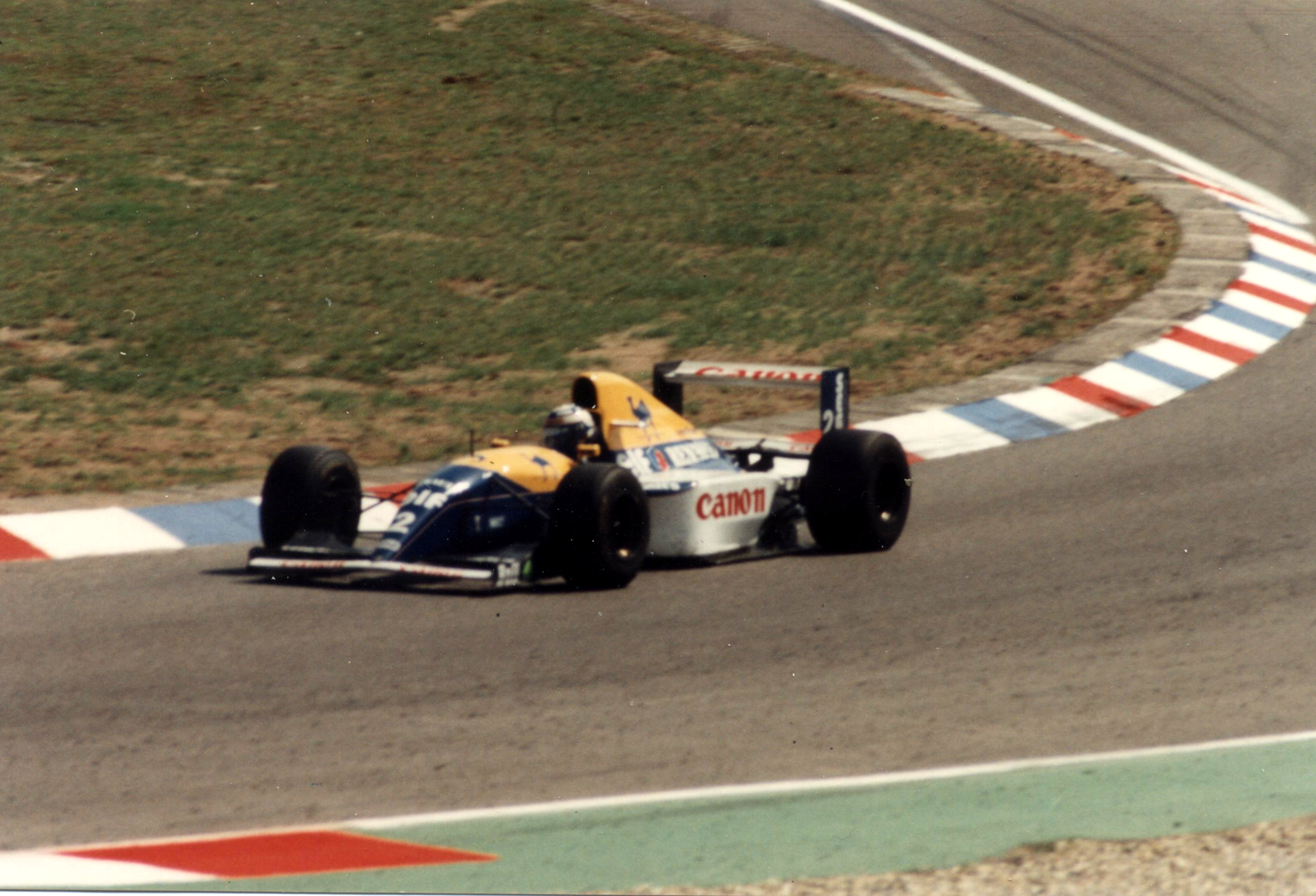
Prost al Gran Premio di Germania 1993; sul tracciato tedesco ottenne la sua cinquantunesima e ultima vittoria in carriera.

Grazie al passaggio di Riccardo Patrese alla Benetton, il francese poté tornare in Formula 1 alla guida di una vettura competitiva, la Williams; nel contratto era inserita una clausola a suo favore per impedire l'arrivo in squadra del rivale Senna. Suo compagno di squadra era Damon Hill, figlio di Graham, promosso secondo pilota dopo aver passato un anno alla Brabham. Nella prima parte della stagione, nonostante la superiorità della Williams motorizzata Renault, ci fu grande equilibrio fra il francese e il rivale brasiliano, che si alternarono al comando della classifica. Nei primi sei appuntamenti si riaccese la rivalità tra i due; in Brasile Prost dovette essere scortato dalla polizia per entrare in autodromo a causa dell'ostilità dei tifosi.
A partire dal Gran Premio del Canada il francese riuscì a vincere quattro gare consecutive, mentre Senna conquistò appena otto punti e rimase escluso dalla lotta per il titolo. Alla vigilia del Gran Premio del Portogallo annunciò che alla fine della stagione si sarebbe ritirato definitivamente dal mondo delle corse. Il francese riuscì quindi a vincere il suo quarto titolo e, all'ultimo appuntamento mondiale in Australia, ebbe anche termine la sua rivalità con Senna, che sul podio lo invitò con lui sul gradino più alto a festeggiare. Un anno dopo, pochi giorni dopo la morte del brasiliano, Prost disse di essere rimasto toccato da quel gesto. Nel corso di quell'ultima stagione Prost stabilì il record, ancora imbattuto, di 7 pole position consecutive partendo dalla prima gara stagionale. Durante la sua carriera in Formula 1 aveva accumulato un totale di 798,5 punti nel campionato mondiale e segnato 41 giri più veloci in gara.

### Il periodo dopo il ritiro
Nel 1994 e nel 1995, Prost tornò a collaborare con l'emittente televisiva francese TF1 (in precedenza aveva avuto anche una breve collaborazione con La Cinq) e contemporaneamente anche per la Renault, come addetto alle pubbliche relazioni; proprio per la televisione francese commentò il Gran Premio di San Marino 1994, assistendo alla morte in diretta del suo ex rivale, ora suo amico, Ayrton Senna e partecipò al suo funerale a San Paolo portandone il feretro. Successivamente tornò anche alla McLaren, nel ruolo di consulente tecnico e proprio tale ruolo gli dà la possibilità di testare la vettura di Woking nel 1994 e 1995, arrivando a fare anche lo shakedown del modello del 1996; questa idea fu pensata da Ron Dennis, in modo da mettere pressione ai titolari Mika Häkkinen e David Coulthard.

### Il ritorno in Formula 1 come costruttore
Al termine dell'attività agonistica Prost fondò una propria scuderia di Formula 1, la Prost Grand Prix, rilevando le attrezzature della Ligier e da Flavio Briatore, e corse nel Mondiale dal 1997 al 2001.

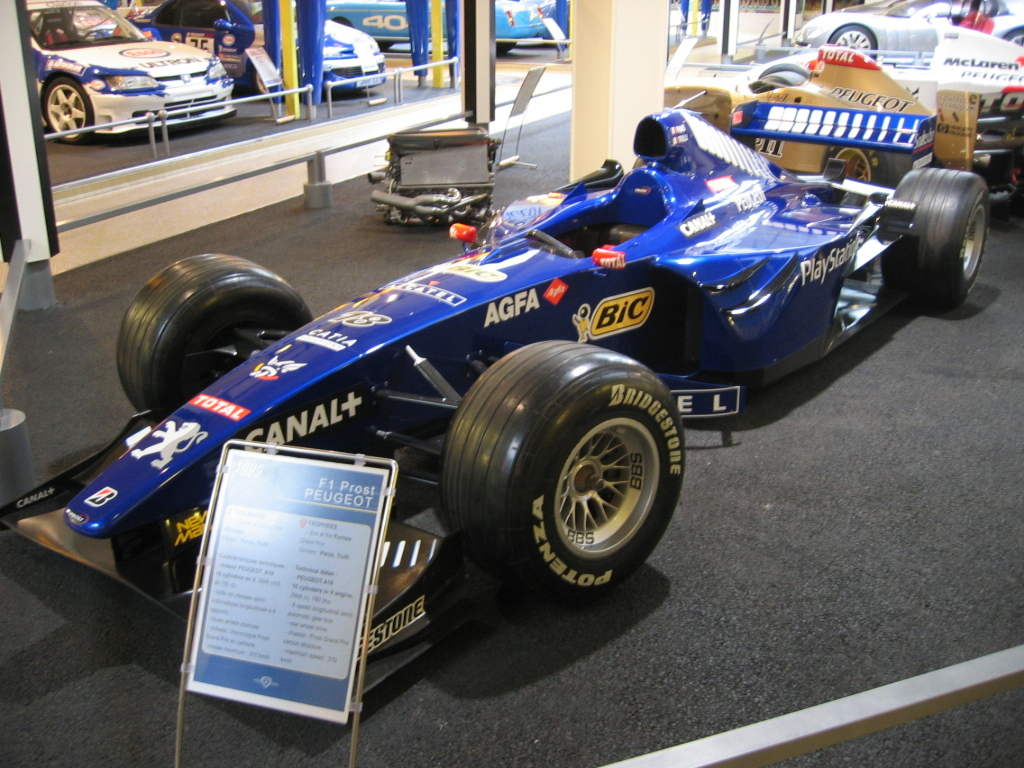
La Prost AP02 utilizzata dal team francese nel.

La prima stagione fu abbastanza positiva, con la conquista di due podi, ma vide anche un grave infortunio al primo pilota della scuderia, Olivier Panis, che al Gran Premio del Canada si fratturò entrambe le gambe e fu così costretto a saltare la parte centrale della stagione. Al suo posto venne chiamato il debuttante Jarno Trulli, che riuscì a conquistare tre punti e a comandare il Gran Premio d'Austria prima di rompere il motore. L'altro pilota, il giapponese Shinji Nakano, in tutto l'arco della stagione, non riuscì a conquistare più di due punti. A fine anno ritornò a correre Panis, che in tre gare ottenne un punto. La Prost si classificò a fine stagione al sesto posto, il miglior risultato di sempre.
Le annate seguenti furono molto deludenti. Nel 1998 la scuderia francese non andò oltre un sesto posto ottenuto da Trulli e così per il 1999 Prost decise di assumere John Barnard come consulente tecnico per aiutare il progettista Loïc Bigois nella realizzazione della nuova vettura. Nonostante ciò i risultati furono deludenti: in tutto vennero raccolti solo nove punti, grazie soprattutto a un secondo posto di Trulli al Gran Premio d'Europa. Nel 2000 la Prost, guidata da Jean Alesi e Nick Heidfeld, non ottenne alcun punto.
Nella stagione successiva la Prost, nel corso del campionato, schierò ben cinque piloti: iniziò infatti il campionato con Alesi e Gastón Mazzacane, ma quest'ultimo venne sostituito dopo quattro gran premi da Luciano Burti, a causa delle deludenti prestazioni. Alesi, che aveva ottenuto 4 punti, in seguito si trasferì alla Jordan e venne sostituito da Heinz-Harald Frentzen, mentre Burti subì un grave incidente nel Gran Premio del Belgio e dovette saltare l'ultima parte della stagione. Il suo posto venne preso da Tomáš Enge. Nel frattempo le difficoltà economiche si fecero via via più pressanti, tanto da costringere la scuderia alla chiusura a inizio 2002. I debiti contratti erano infatti pari a circa trenta milioni e mezzo di euro; un tentativo da parte di alcuni imprenditori di far correre la scuderia nel 2002 venne respinto da parte della FIA, poiché non era stata acquistata la struttura Prost ma solamente i materiali.

### Gli ultimi anni
Dopo un anno lontano dalle corse, nel 2003 il "professore" decise di tornare a gareggiare nel Trofeo Andros, la "Formula 1 delle nevi", per la scuderia Toyota. Nella sua prima annata conquistò un secondo posto dietro Yvan Muller, seguito da un terzo posto nel 2004, un altro secondo nel 2005 e un'altra terza piazza nel 2006.
Il 4 febbraio 2007 si è consacrato campione anche in questa serie, successo ripetuto anche nel 2008. Nel 2009, 2010 e 2011 è invece giunto secondo. Nel 2012 si è laureato per la terza volta campione della categoria.
Dal numero di giugno 2007 ha iniziato a collaborare regolarmente con la testata motoristica Quattroruote, per alcune prove speciali.
Dall'inizio della stagione 2017 di Formula 1, viene ingaggiato col ruolo di consulente dal suo ex team Renault, rimanendovi fino al 2021, dopo che il team aveva cambiato nome in Alpine. Lascia la squadra al termine della stagione.

## Casco

Immagine stilizzata del casco di Prost

Alain Prost ha usato in Formula 1 un casco la cui decorazione era basata sui tre colori della bandiera nazionale francese (blu, bianco e rosso) e riportante il suo cognome sui lati. All'inizio della carriera utilizzò anche un casco sostanzialmente bianco, con alcuni dettagli di colore blu intorno alla visiera.
Negli anni del contratto con Renault, aggiunse alcuni ulteriori dettagli in blu, in particolare nella parte posteriore del casco. Lo stesso disegno venne mantenuto nel periodo della permanenza in McLaren, con la sola ovvia variazione degli sponsor.
Il casco di Prost cambiò con il passaggio alla Ferrari, con la presenza di dettagli in blu nella zona intorno alla visiera. Questo casco venne mantenuto anche nel successivo passaggio alla Williams, anche in questo caso con la sola variazione degli sponsor che vi comparivano.

## Risultati in Formula 1
| 1980 | Scuderia | Vettura   |   |   |    |  |     |     |     |   |    |   |   |   |     |    |  |  |  | Punti | Pos. |
| ---- | -------- | --------- | - | - | -- |  | --- | --- | --- | - | -- | - | - | - | --- | -- |  |  |  | ----- | ---- |
| 1980 | McLaren  | M29 e M30 | 6 | 5 | NP |  | Rit | Rit | Rit | 6 | 11 | 7 | 6 | 7 | Rit | NP |  |  |  | 5     | 16º  |

| 1981 | Scuderia | Vettura      |     |     |   |     |     |     |     |   |     |   |     |   |   |     |   |  |  | Punti | Pos. |
| ---- | -------- | ------------ | --- | --- | - | --- | --- | --- | --- | - | --- | - | --- | - | - | --- | - |  |  | ----- | ---- |
| 1981 | Renault  | RE20B e RE30 | Rit | Rit | 3 | Rit | Rit | Rit | Rit | 1 | Rit | 2 | Rit | 1 | 1 | Rit | 2 |  |  | 43    | 5º   |

| 1982 | Scuderia | Vettura |   |   |     |     |     |   |    |     |     |   |   |     |   |   |     |   |  | Punti | Pos. |
| ---- | -------- | ------- | - | - | --- | --- | --- | - | -- | --- | --- | - | - | --- | - | - | --- | - |  | ----- | ---- |
| 1982 | Renault  | RE30B   | 1 | 1 | Rit | Rit | Rit | 7 | NC | Rit | Rit | 6 | 2 | Rit | 8 | 2 | Rit | 4 |  | 34    | 4º   |

| 1983 | Scuderia | Vettura      |   |    |   |   |   |   |   |   |   |   |   |     |     |   |     |  |  | Punti | Pos. |
| ---- | -------- | ------------ | - | -- | - | - | - | - | - | - | - | - | - | --- | --- | - | --- |  |  | ----- | ---- |
| 1983 | Renault  | RE30C e RE40 | 7 | 11 | 1 | 2 | 3 | 1 | 8 | 5 | 1 | 4 | 1 | Rit | Rit | 2 | Rit |  |  | 57    | 2º   |

| 1984 | Scuderia | Vettura |   |   |     |   |   |   |   |   |     |     |   |     |   |     |   |   |  | Punti | Pos. |
| ---- | -------- | ------- | - | - | --- | - | - | - | - | - | --- | --- | - | --- | - | --- | - | - |  | ----- | ---- |
| 1984 | McLaren  | MP4/2   | 1 | 2 | Rit | 1 | 7 | 1 | 3 | 4 | Rit | Rit | 1 | Rit | 1 | Rit | 1 | 1 |  | 71,5  | 2º   |

| 1985 | Scuderia | Vettura |   |     |    |   |   |     |   |   |   |   |   |   |   |   |   |     |  | Punti   | Pos. |
| ---- | -------- | ------- | - | --- | -- | - | - | --- | - | - | - | - | - | - | - | - | - | --- |  | ------- | ---- |
| 1985 | McLaren  | MP4/2B  | 1 | Rit | SQ | 1 | 3 | Rit | 3 | 1 | 2 | 1 | 2 | 1 | 3 | 4 | 3 | Rit |  | 73 (76) | 1º   |

| 1986 | Scuderia | Vettura |     |   |   |   |   |   |   |   |   |   |     |   |    |   |   |   |  | Punti   | Pos. |
| ---- | -------- | ------- | --- | - | - | - | - | - | - | - | - | - | --- | - | -- | - | - | - |  | ------- | ---- |
| 1986 | McLaren  | MP4/2C  | Rit | 3 | 1 | 1 | 6 | 2 | 3 | 2 | 3 | 6 | Rit | 1 | SQ | 2 | 2 | 1 |  | 72 (74) | 1º   |

| 1987 | Scuderia | Vettura |   |     |   |   |   |   |     |   |   |   |    |   |   |     |   |     |  | Punti | Pos. |
| ---- | -------- | ------- | - | --- | - | - | - | - | --- | - | - | - | -- | - | - | --- | - | --- |  | ----- | ---- |
| 1987 | McLaren  | MP4/3   | 1 | Rit | 1 | 9 | 3 | 3 | Rit | 7 | 3 | 6 | 15 | 1 | 2 | Rit | 7 | Rit |  | 46    | 4º   |

| 1988 | Scuderia | Vettura |   |   |   |   |   |   |   |     |   |   |   |     |   |   |   |   |  | Punti    | Pos. |
| ---- | -------- | ------- | - | - | - | - | - | - | - | --- | - | - | - | --- | - | - | - | - |  | -------- | ---- |
| 1988 | McLaren  | MP4/4   | 1 | 2 | 1 | 1 | 2 | 2 | 1 | Rit | 2 | 2 | 2 | Rit | 1 | 1 | 2 | 1 |  | 87 (105) | 2º   |

| 1989 | Scuderia | Vettura |   |   |   |   |   |     |   |   |   |   |   |   |   |   |     |     |  | Punti   | Pos. |
| ---- | -------- | ------- | - | - | - | - | - | --- | - | - | - | - | - | - | - | - | --- | --- |  | ------- | ---- |
| 1989 | McLaren  | MP4/5   | 2 | 2 | 2 | 5 | 1 | Rit | 1 | 1 | 2 | 4 | 2 | 1 | 2 | 3 | Rit | Rit |  | 76 (81) | 1º   |

| 1990 | Scuderia | Vettura |     |   |   |     |   |   |   |   |   |     |   |   |   |   |     |   |  | Punti   | Pos. |
| ---- | -------- | ------- | --- | - | - | --- | - | - | - | - | - | --- | - | - | - | - | --- | - |  | ------- | ---- |
| 1990 | Ferrari  | 641 F1  | Rit | 1 | 4 | Rit | 5 | 1 | 1 | 1 | 4 | Rit | 2 | 2 | 3 | 1 | Rit | 3 |  | 71 (73) | 2º   |

| 1991 | Scuderia | Vettura         |   |   |    |   |     |     |   |   |     |     |     |   |     |   |   |  |  | Punti | Pos. |
| ---- | -------- | --------------- | - | - | -- | - | --- | --- | - | - | --- | --- | --- | - | --- | - | - |  |  | ----- | ---- |
| 1991 | Ferrari  | 642 F1 e 643 F1 | 2 | 4 | NP | 5 | Rit | Rit | 2 | 3 | Rit | Rit | Rit | 3 | Rit | 2 | 4 |  |  | 34    | 5º   |

| 1993 | Scuderia | Vettura |   |     |   |   |   |   |   |   |   |   |    |   |    |   |   |   |  | Punti | Pos. |
| ---- | -------- | ------- | - | --- | - | - | - | - | - | - | - | - | -- | - | -- | - | - | - |  | ----- | ---- |
| 1993 | Williams | FW15C   | 1 | Rit | 3 | 1 | 1 | 4 | 1 | 1 | 1 | 1 | 12 | 3 | 12 | 2 | 2 | 2 |  | 99    | 1º   |

| Legenda | 1º posto     | 2º posto | 3º posto    | A punti         | Senza punti/Non class.  | Grassetto – Pole position Corsivo – Giro più veloce |
| Legenda | Squalificato | Ritirato | Non partito | Non qualificato | Solo prove/Terzo pilota | Grassetto – Pole position Corsivo – Giro più veloce |

## Riconoscimenti
Nel corso della sua carriera nel mondo delle corse ottenne vari riconoscimenti di rilievo. Il 21 gennaio 1986 ricevette la Legione d'onore in Francia con il grado di cavaliere, venendo poi elevato a ufficiale nel 1993. L'anno successivo venne nominato a titolo onorario ufficiale dell'Ordine dell'Impero Britannico per la vittoria del titolo mondiale con la Williams. Venne poi inserito nella International Motorsports Hall of Fame nel 1999, dedicata ai piloti distintisi negli sport motoristici.

## Vita privata
Alain Prost, nato a Lorette nella clinica Les Berceaux da Andrè e Marie-Rose, ha trascorso la sua infanzia a Saint-Chamond, comune del dipartimento francese della Loira. Aveva anche un fratello minore di nome Daniel, morto di cancro nel settembre 1986.
Prost è stato sposato con Anne-Marie (nata il 14 febbraio 1955), dalla quale ha avuto due figli maschi: Nicolas, nato il 18 agosto 1981, e Sacha, nato il 30 maggio 1990. Il francese ha poi divorziato a pochi mesi dalla nascita del secondogenito in quanto da alcuni anni il pilota aveva una relazione con Bernardette Laffite-Cottin dalla quale ha avuto una figlia: Victoria, nata il 10 aprile 1996. Nel 2008, poi, Nicolas ha cominciato a gareggiare in Euroseries 3000.
Dal 2002 Prost risiede a Nyon.